# الفانسو، بخش لاسک
الفانسو، بخش لاسک (به لاتین: Alfonsów, Łask County) یک منطقهٔ مسکونی در لهستان است که در Gmina Wodzierady واقع شده‌است.

## خصوصیات
الفانسو ۴۰ نفر جمعیت دارد.